# Endasys arkansensis
Endasys arkansensis là một loài tò vò trong họ Ichneumonidae.